# Thueyts
Thueyts település Franciaországban, Ardèche megyében. Lakosainak száma 1208 fő (2022. január 1.). Thueyts Barnas, Jaujac, Meyras, Montpezat-sous-Bauzon és La Souche községekkel határos.

## Népesség
A település népessége az elmúlt években az alábbi módon változott:
| Lakosok száma | 981  | 1013 | 945  | 1128 | 1242 | 1218 | 1203 | 1216 | 1213 | 1208 |
|               | 1968 | 1982 | 1990 | 2006 | 2013 | 2015 | 2017 | 2019 | 2020 | 2022 |